# 휴가급 헬리콥터 구축함
휴우가급 구축함은 일본 해상자위대의 차기 헬기 구축함(DDH)으로 이전에는 16DDH라는 이름으로 알려졌다. 2007년 8월 23일 진수하였으며, 1번함에 DDH-181 휴가라는 함명이 붙여졌다. 휴우가급 말고도 기존의 오스미급 강습상륙함(LST)도 있다.

## 휴우가
휴가(ひゅうが)라는 함명은 미야자키현의 구 국명 휴가국(日向)에서 유래했고, 구 일본 제국 해군 이세급 전함 2번함 휴우가의 함명을 계승했다. 일본 제국 해군 시절의 전함 휴우가는 1918년에 취역했으며, 제2차 세계 대전 중 1942년에 포탑폭발사고 등으로 인한 영향과, 미드웨이 해전에서 항공모함 4척을 잃은 것을 계기로 휴우가는 이세와 함께 5번, 6번포탑을 철거한 후 수평비행판을 후방부에 설치해 항공모함으로 개장하게 되었다. 이 갑판에서 요코스카 D4Y 급강하 폭격기와 아이치 E16A 수상기를 운용했다. 연료부족으로 인해 쿠레 군항에 정박해있다가 7월 24일, 미군의 쿠레군항 공습시 공격을 받아 대파침수되었다. 전후 휴가는 미군에 의해 해체결정이 내려져 1947년 7월에 해체가 완료되었다.

DDH-181 휴우가는 이탈리아 해군의 13,850톤급인 주세페 가리발디 항공모함, 스페인 해군의 17,000 톤급 프린시페 드 아스투리어스 항공모함, 영국 해군의 21,000 톤급 인빈시블급 항공모함과 비슷한 외형을 갖추고 있다. PBS 다큐멘타리에 따르면, 휴우가는 제2차 세계대전 이후 제작된 최초의 일본 항공모함이 될 것이라고 한다.
코드네임인 16DDH는 일본 달력에서 헤이세이 16년(2004년)에서 따온 것이다.

## 동급 함정
| 함번    | 함명 | 모항     | 부대                  | 조선소                      | 계획 | 기공            | 진수            | 취역            |
| ------- | ---- | -------- | --------------------- | --------------------------- | ---- | --------------- | --------------- | --------------- |
| DDH-181 | 휴가 | 마이즈루 | 제3호위대군 제7호위대 | IHI Marine United, 요코하마 |      | 2006년 5월 11일 | 2007년 8월 23일 | 2009년 3월 18일 |
| DDH-182 | 이세 | 구레     | 제4호위대군 제4호위대 | IHI Marine United, 요코하마 |      | 2008년 5월 30일 | 2009년 8월 21일 | 2011년 3월 16일 |

## 비교대상
| 함명                     | 국가     | 건조년도 | 길이(m) | 만재배수량(톤) | 헬기 | 수직이착륙기 | 속력(노트) | 마력    | 종류       |
| ------------------------ | -------- | -------- | ------- | -------------- | ---- | ------------ | ---------- | ------- | ---------- |
| 휴가함                   | 일본     | 2007     | 197     | 18000          | 11   | 0            | 30         | 100,000 | DDH        |
| 이즈모급 헬기모함        | 일본     | 2013     | 248     | 27000          | 14   |              | 30         | 112,000 | DDH        |
| 독도함                   | 대한민국 | 2005     | 199     | 19000          | 15   | 0            | 23         | 41,615  | LPH        |
| 미스트랄함               | 프랑스   | 2004     | 199     | 21300          | 35   | 0            | 19         | 48,679  | BPC        |
| 프린시페 데 아스투리아스 | 스페인   | 1988     | 196     | 17190          | 29   | 29           | 27         | 46,400  | 경항공모함 |
| 주세페 가리발디          | 이탈리아 | 1985     | 180     | 13500          | 18   | 12           | 30         | 82,000  | 경항공모함 |
| 인빈시블                 | 영국     | 1977     | 209     | 20700          | 20   | 20           | 28         | 97,000  | CVS        |
| 오스미                   | 일본     | 1995     | 178     | 14000          | 0    | 0            | 22         | 26,000  | LST        |
| 짜끄리 나르벳            | 태국     | 1996     | 183     | 11486          | 14   | 14           | 25.5       | 55,450  | 경항공모함 |

DDH-181 휴가는 이탈리아 해군의 13,850톤급인 주세페 가리발디 항공모함, 스페인 해군의 17,000 톤급 프린시페 데 아스투리아스 항공모함, 영국 해군의 21,000 톤급 인빈시블급 항공모함과 비슷한 외형을 갖추고 있다. PBS 다큐멘터리에 따르면, 휴가는 제2차 세계대전 이후 제작된 최초의 일본 항공모함이 될 것이라고 한다. 타이의 짜끄리 나르벳은 프린시페 데 아스투리아스를 모델로 한 열화판이다.

## 사진

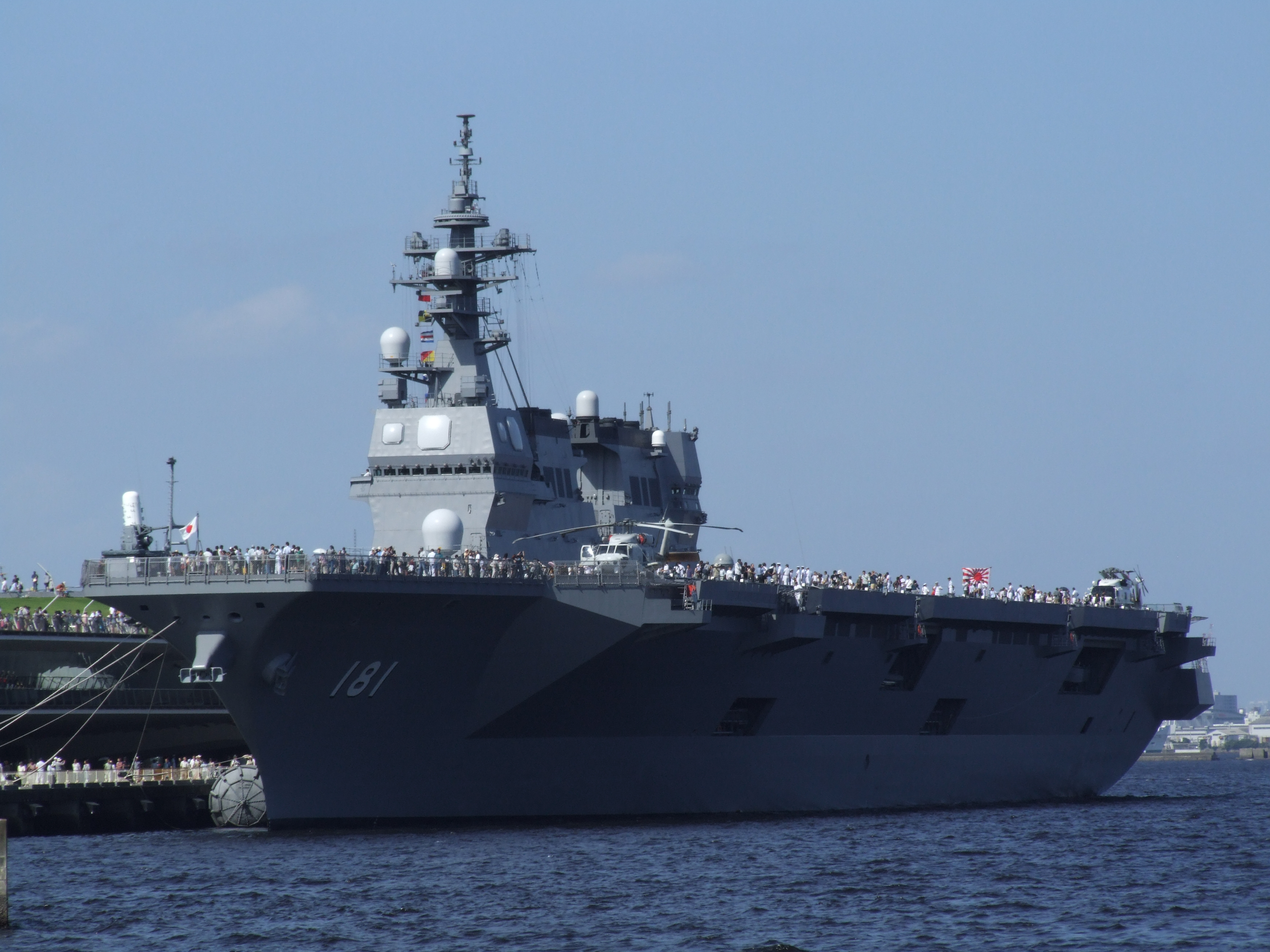
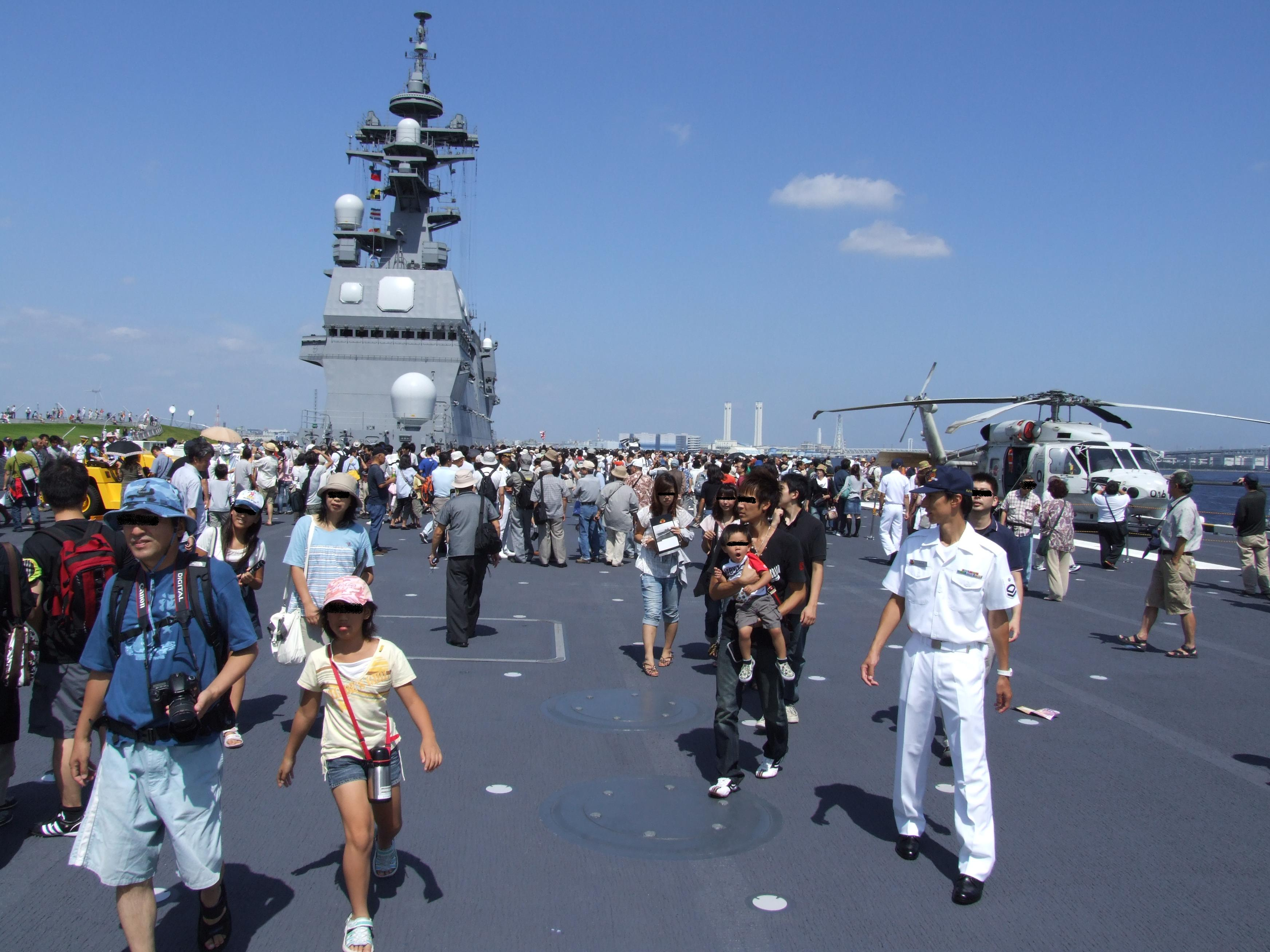
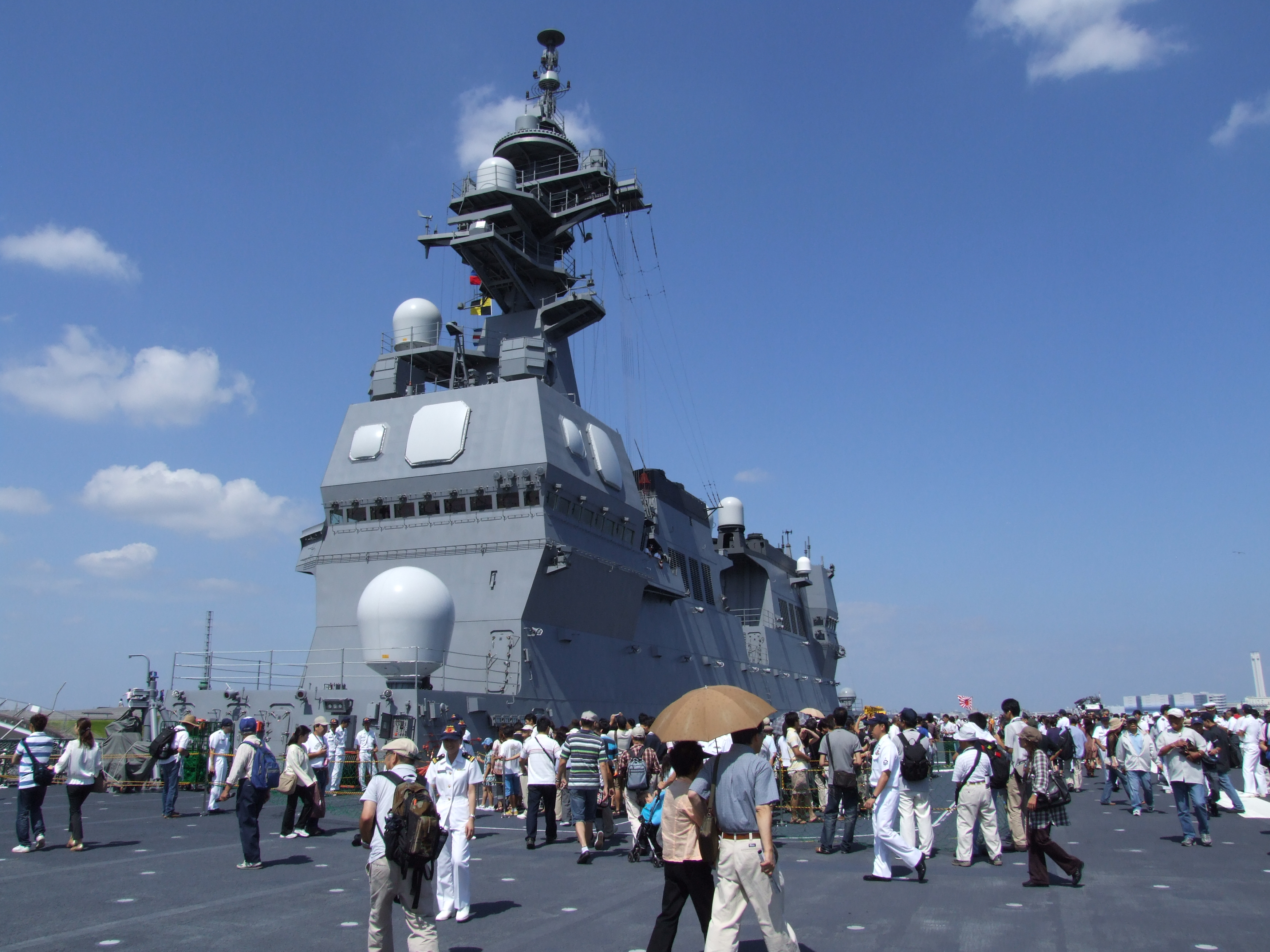
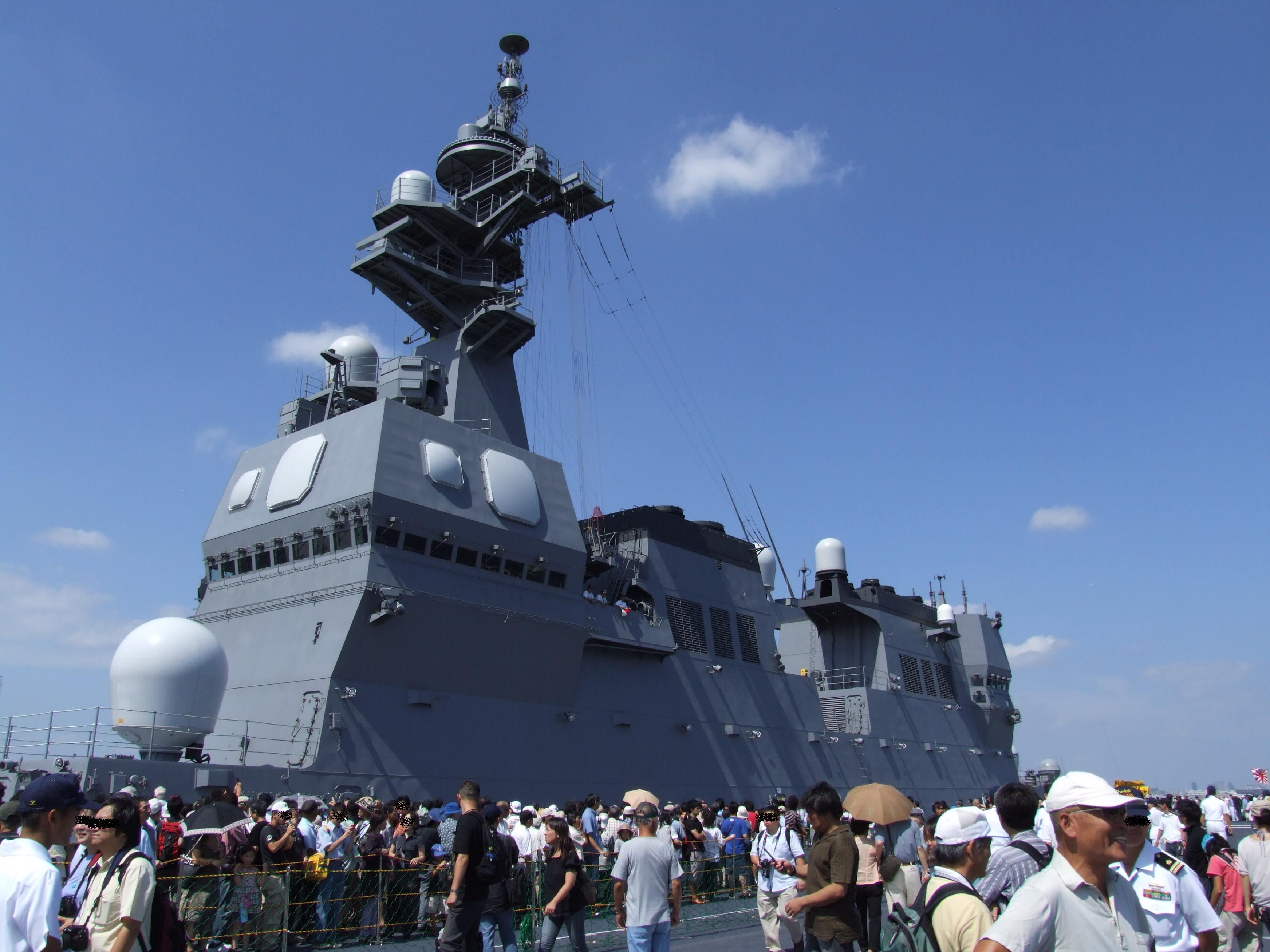
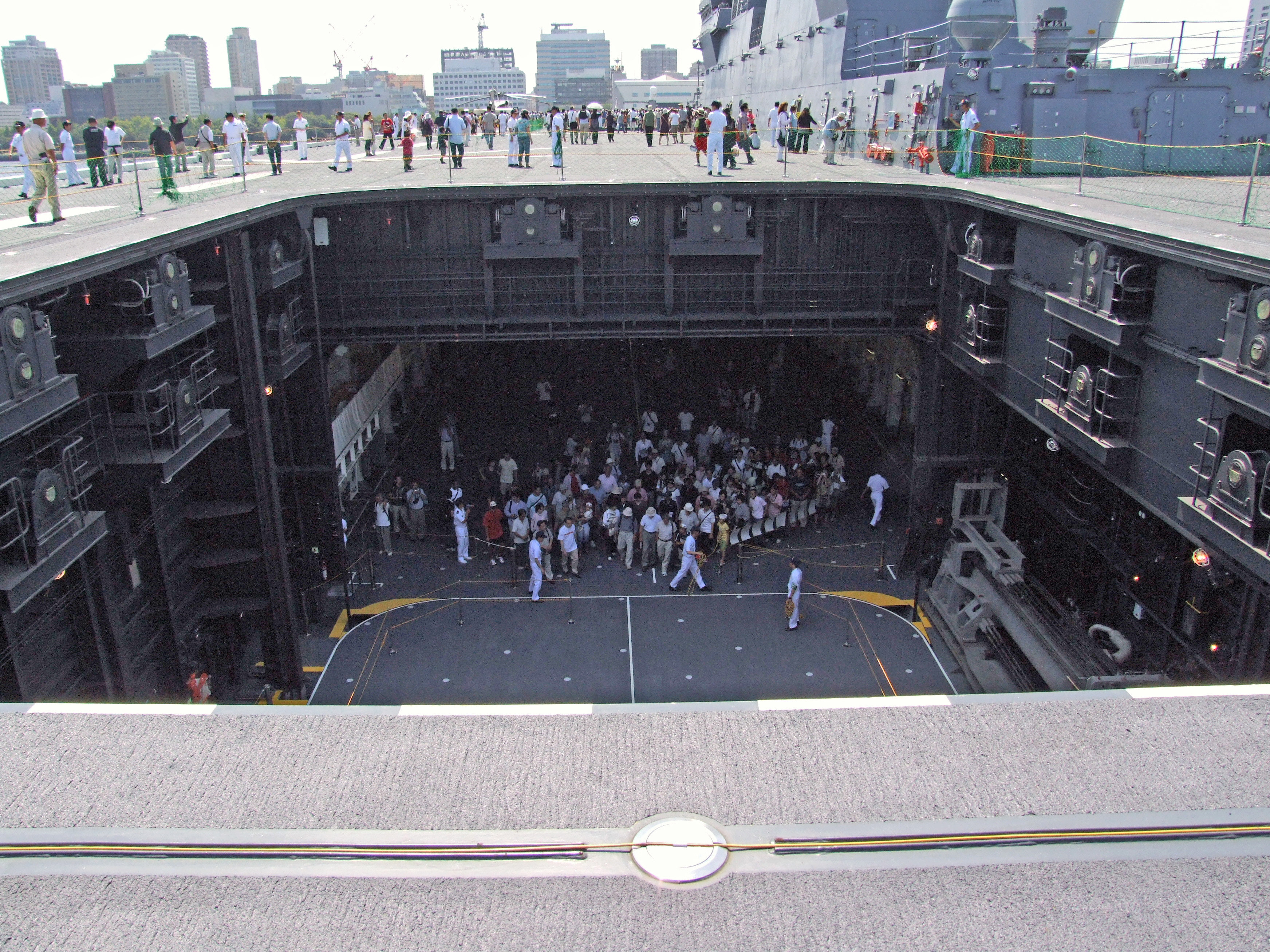
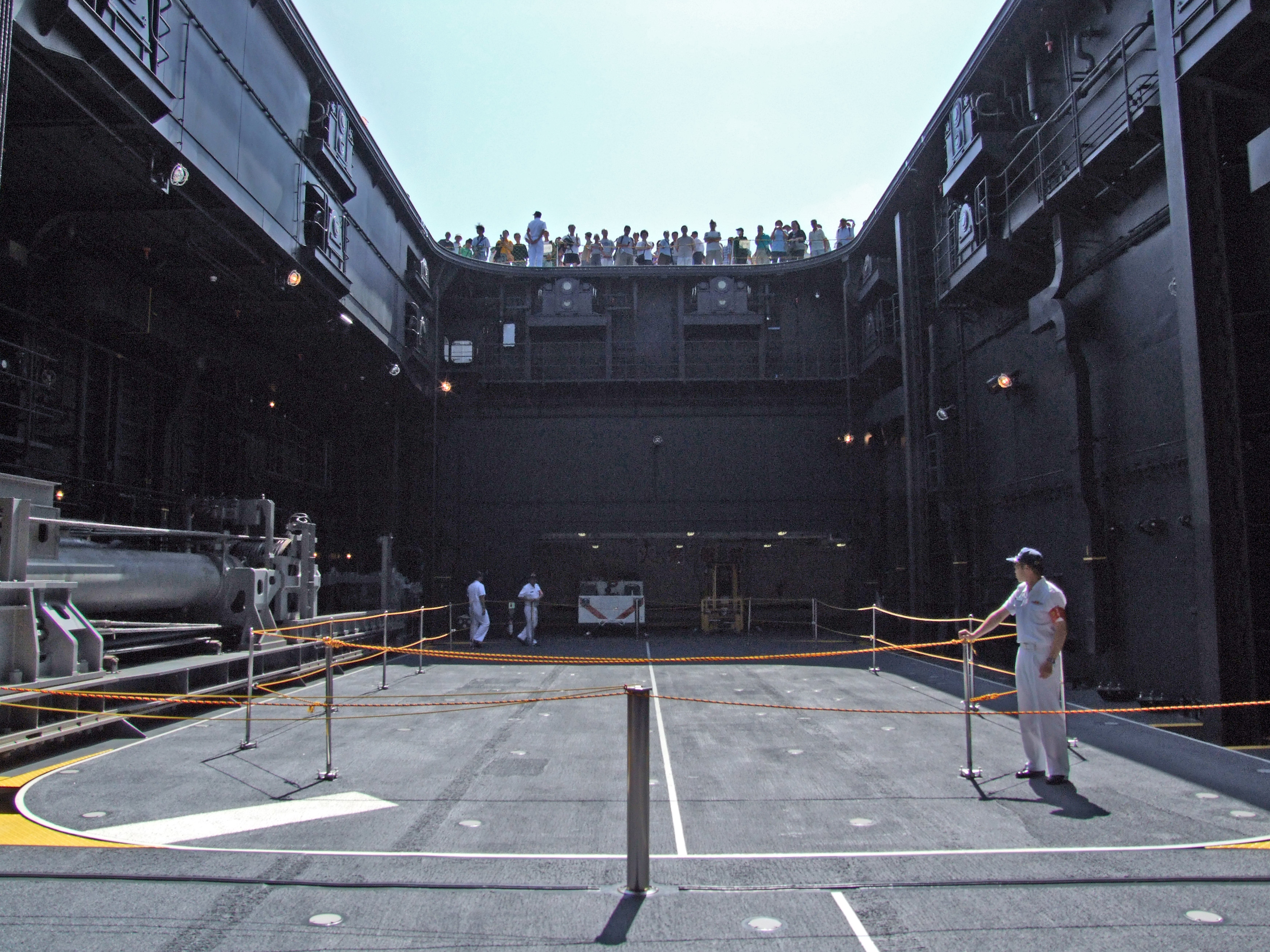
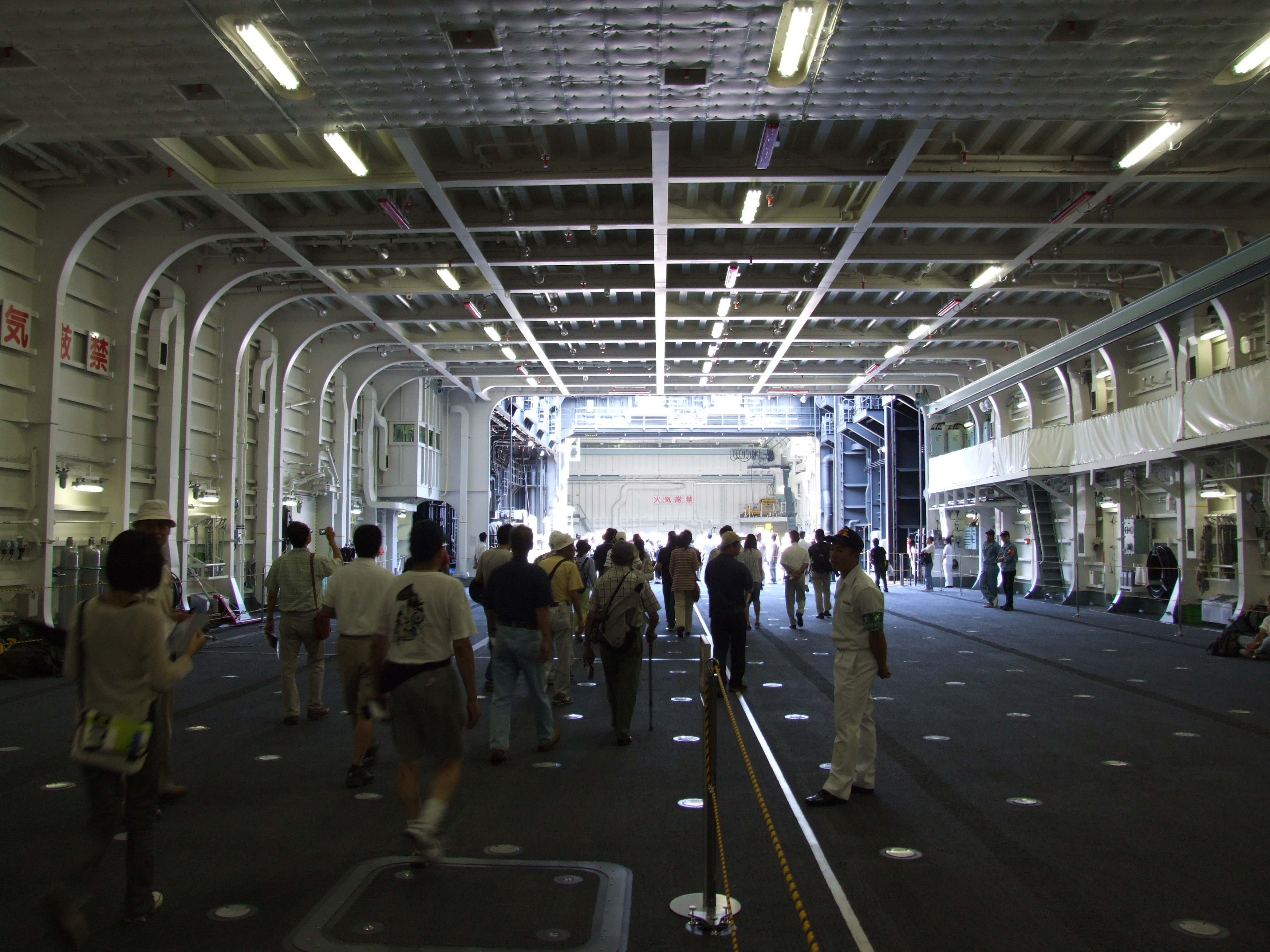
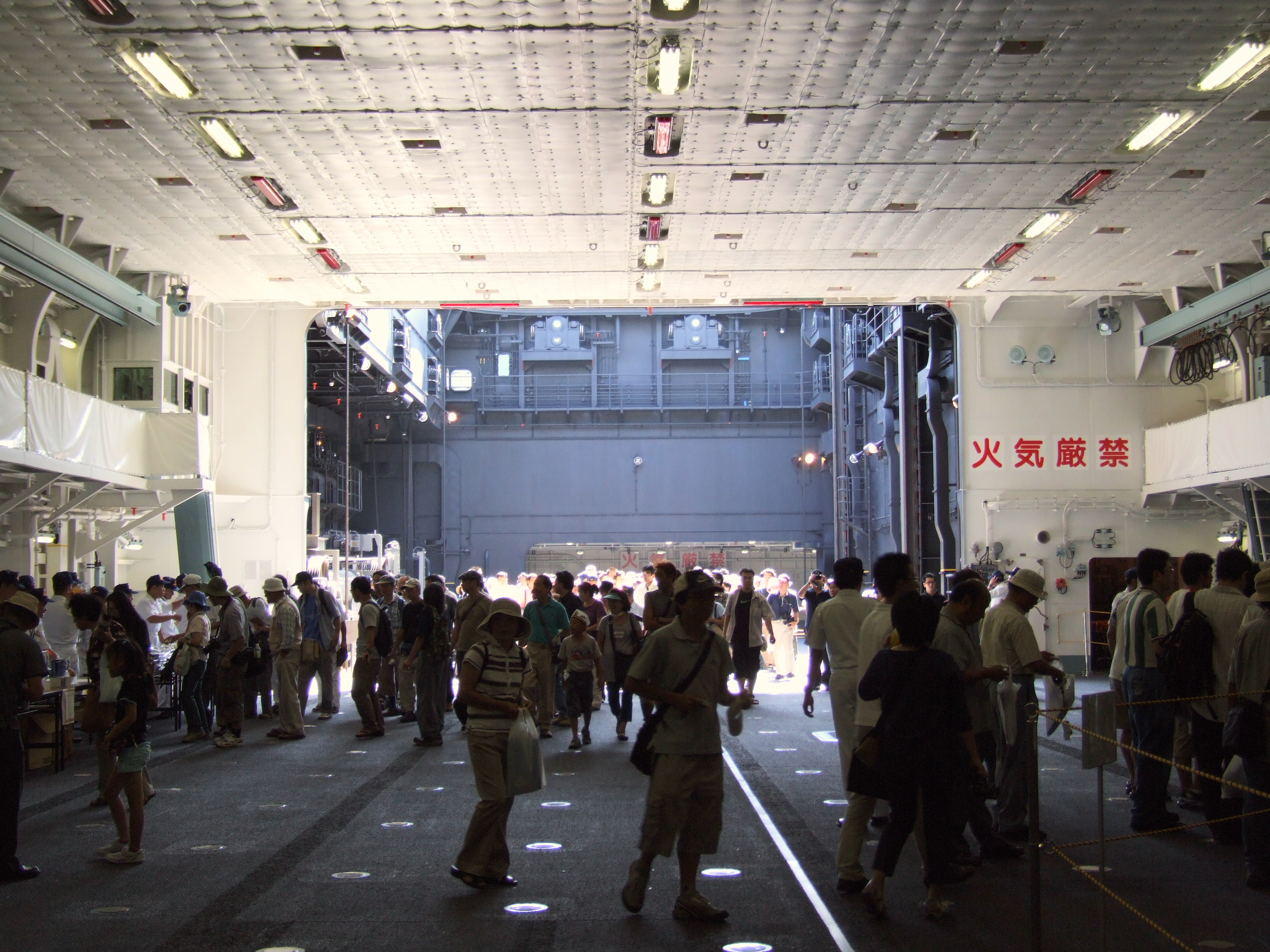
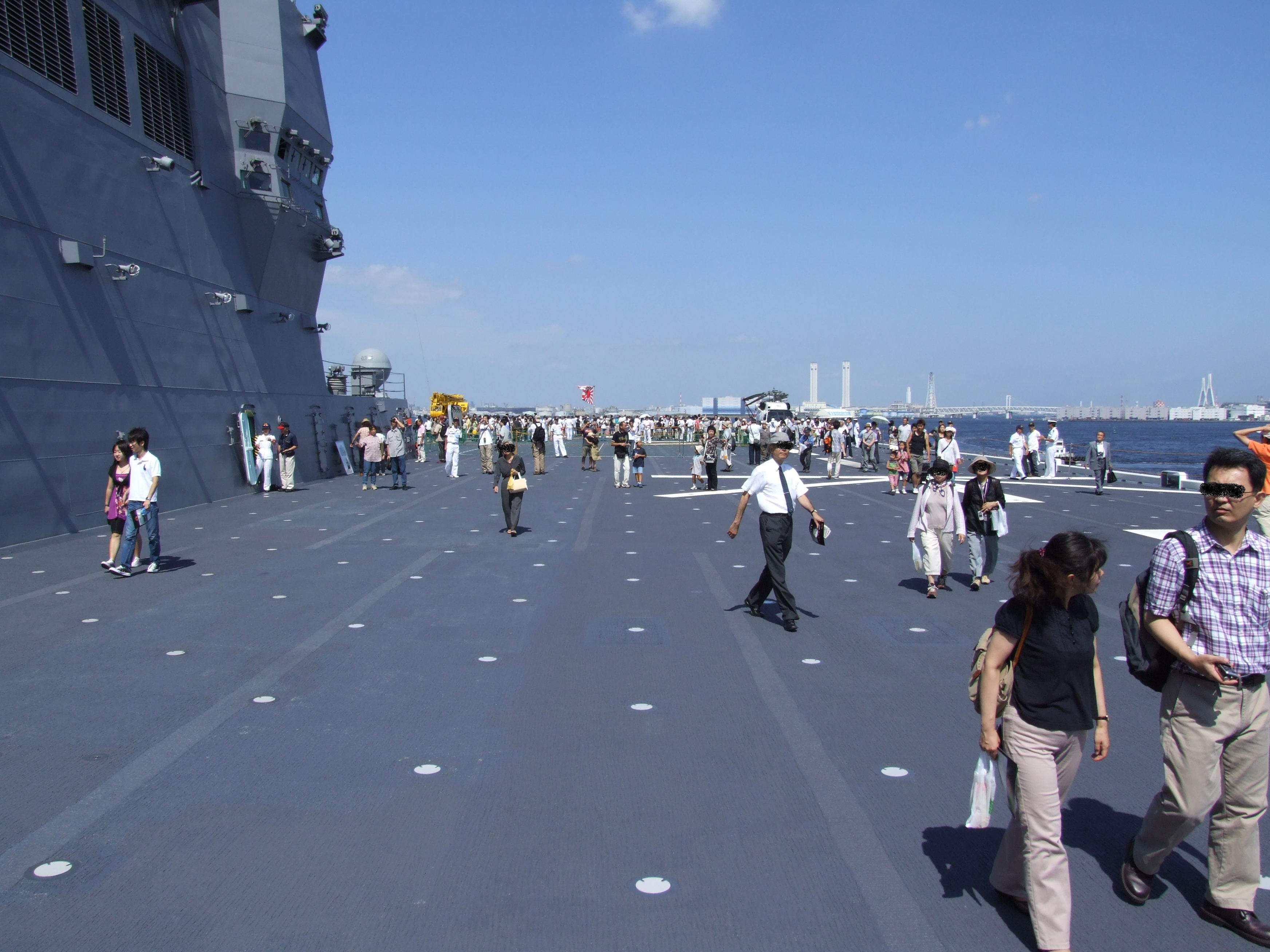
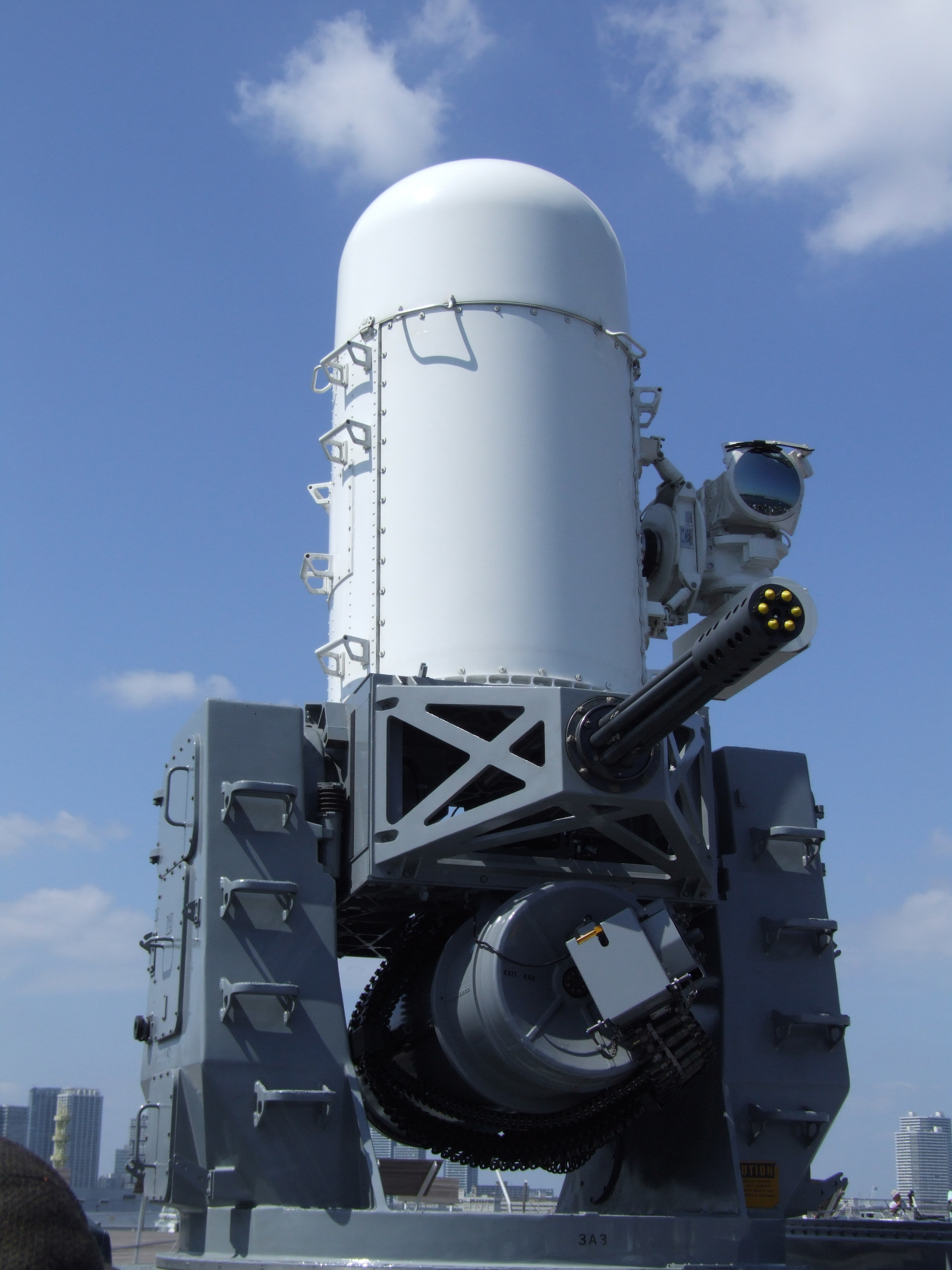
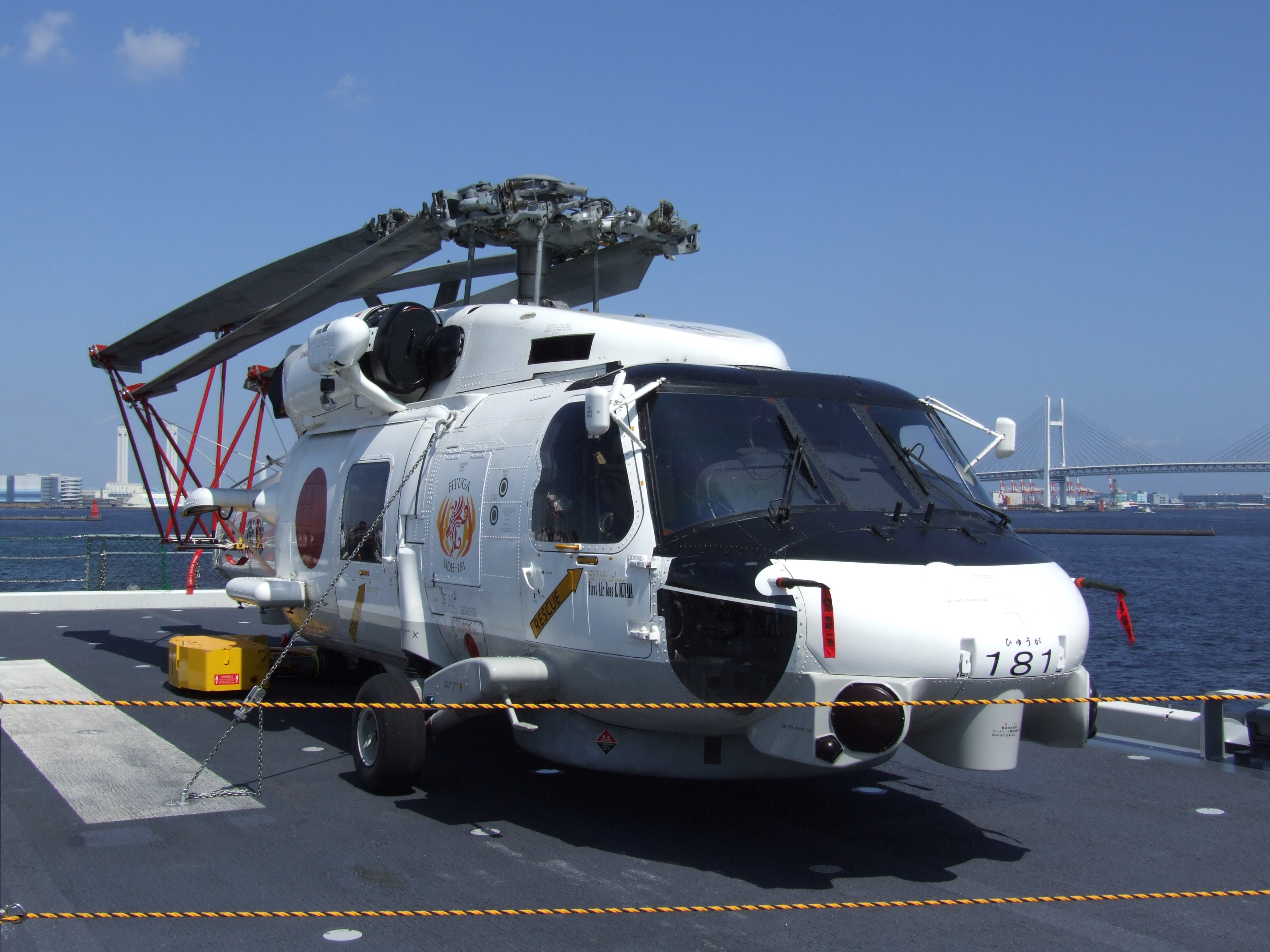
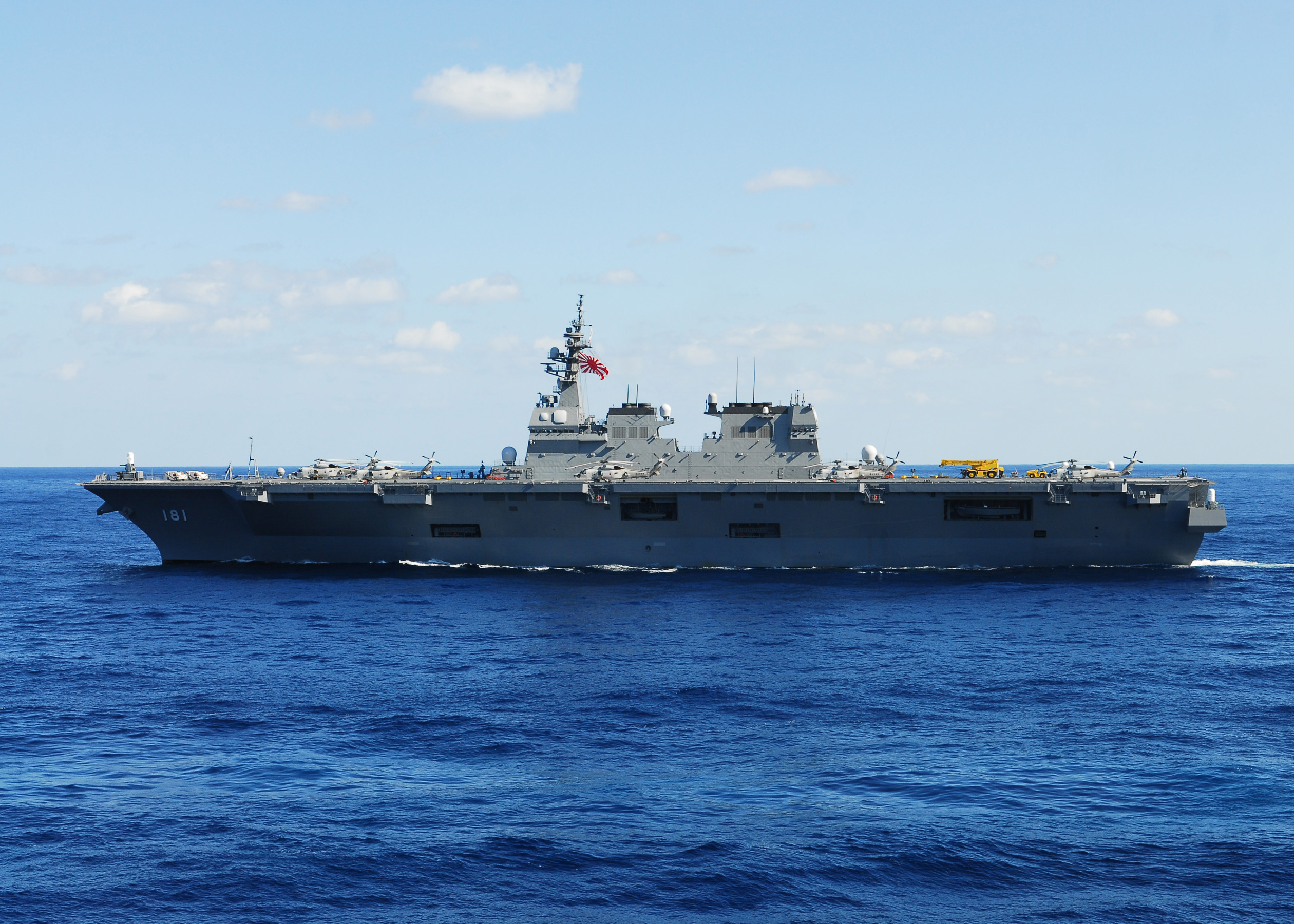

## 같이 보기
- 독도함